# Роджер Котс
Роджер Котс (англ. Roger Cotes; 10 липня 1682 — 5 червня 1716) — англійський математик, філософ.

## Життєпис
Під час навчання у школі в Лестері вчителі відзначили його математичні здібності. З 1694 року навчався в школі Святого Петра в Лондоні, а з 1699 — у Триніті-коледжі в Кембріджі.
Після закінчення коледжу з ступенем бакалавра в 1702 році, залишився в ньому. У січні 1706 року призначений професором астрономії та експериментальної філософії. 30 листопада 1711 року його обрали членом Королівського товариства. У сан диякона був висвячений 30 березня 1713 року, на священика — 31 травня 1713 року.

## Наукова діяльність
За життя поступався математичними здібностями тільки Ісааку Ньютону. У 1713 році підготував до другого видання Математичні начала натуральної філософії Ньотона. Розробив трубку для астрономічного інструменту. 
У 1713 році ввів радіан, як одиницю вимірювання кутів.
У 1714 році вперше довів формулу Ейлера в логарифмічній формі.